# بوبي كريستينا براون
بوبي كريستينا بروان (بالإنجليزية: Bobbi Kristina Brown)‏ هي شخصية تلفزيون واقع ومغنية وممثلة أمريكية ولدت في يوم 4 مارس 1993 في ليفنغستون في نيوجيرسي في الولايات المتحدة، هي الابنة الوحيدة للمغنية الأمريكية المشهورة والراحلة ويتني هيوستن وزوجها بوبي براون، تفاجأ العالم بعد أن عثر عليها فاقدة الوعي في حوض إستحمام في دولوث في جورجيا، وتم نقلها إلى المستشفى وتوفيت هناك في يوم 26 يوليو 2015.

## روابط خارجية
- بوبي كريستينا براون على موقع IMDb (الإنجليزية)
- بوبي كريستينا براون على موقع ميوزك برينز (الإنجليزية)
- بوبي كريستينا براون على موقع أول موفي (الإنجليزية)
- بوبي كريستينا براون على موقع أول ميوزيك (الإنجليزية)
- بوبي كريستينا براون على موقع ديسكوغز (الإنجليزية)
- بوبي كريستينا براون على موقع قاعدة بيانات الفيلم (الإنجليزية)
- بوبي كريستينا براون على موقع كينوبويسك (الروسية)